# 황순식
황순식(黃淳植, 1977년 12월 15일 ~ )은 대한민국의 제5·6대 경기도 과천시의원이었으며, 기업인이다.

## 학력
- 1996.03 ~ 2001.02 서울대학교 해양학과 학사 졸업

## 경력
- 1998.11 ~ 1999.10 서울대학교 총학생회 연대사업국장
- 2001.09 ~ 2005.01 ㈜이씨오 프로그래머
- 2001 과천시 보육조례 개정운동본부 회원
- 2003 스윙댄스 동호회 해피스윙 공연단
- 민주노동당 경기도당 과천시 위원회 지방자치위원장
- 과천도시환경연구소 환경복지 팀장
- 학교급식조례제정 운동본부 민주노동당 과천시 위원
- 과천지방자치개혁연대 운영위원
- 과천시립병원 추진운동본부 정책위원
- 과천환경운동연합 회원
- 과천민속보존회 일무동 회원
- 맑은내방과후학교 후원회장
- 2006.07 ~ 2010.06 제5대 경기도 과천시의회 의원
- 2006.07 ~ 2008.07 제5대 경기도 과천시의회 전반기 업무보고특별위원회 위원
- 2006.07 ~ 2008.07 제5대 경기도 과천시의회 전반기 예산결산 및 조례심사특별위원회 위원
- 2006.08 ~ 2006.08 제5대 경기도 과천시의회 레저세등재정보전대책특별위원회 위원
- 2006.12 ~ 2006.12 제5대 경기도 과천시의회 정부과천청사이전대책특별위원회 위원
- 2008.07 ~ 2010.06 제5대 경기도 과천시의회 후반기 업무보고특별위원회 위원
- 2008.07 ~ 2010.06 제5대 경기도 과천시의회 후반기 예산결산 및 조례심사특별위원회 위원
- ㈜ECO 근무 프로그래머
- 진보신당 경기도당 과천시 당원협의회 운영위원장
- 과천 청계초등학교 학교운영위원
- 갈현·문원·부림동 주민자치위원회 고문
- 에너지기후정책연구소 연구위원
- 2010.07 ~ 2014.06 제6대 경기도 과천시의회 의원
- 2010.07 ~ 2012.07 제6대 경기도 과천시의회 전반기 부의장
- 2010.07 ~ 2012.07 제6대 경기도 과천시의회 전반기 업무보고 및 조례심사특별위원회 위원
- 2010.07 ~ 2012.07 제6대 경기도 과천시의회 전반기 예산결산 및 조례심사특별위원회 위원
- 2010.11 ~ 2010.11 제6대 경기도 과천시의회 지속가능한과천비전수립특별위원회 위원
- 2010.11 ~ 2010.11 제6대 경기도 과천시의회 정부과천청사이전대책특별위원회 위원
- 2011.03 ~ 2011.03 제6대 경기도 과천시의회 의견청취특별위원회 위원
- 2011.04 ~ 2011.04 제6대 경기도 과천시의회 과천시애향장학회감사원감사결과에 대한 행정사무조사특별위원회 위원
- 2012.01 ~ 2012.01 제6대 경기도 과천시의회 과천시의회공간에너지활용을위한특별위원회 위원
- 2012.03 ~ 2012.03 제6대 경기도 과천시의회 부당이득금반환소송관련행정사무조사특별위원회 위원
- 2012.05 ~ 2012.05 제6대 경기도 과천시의회 지속가능한과천비전수립특별위원회 위원
- 2012.07 ~ 2014.06 제6대 경기도 과천시의회 후반기 의장
- 2015.01 ~ ㈜SNCC 대표이사
- 2020.02 ~ 정의당 경기도당 의왕·과천시 지역위원회 위원장

## 역대 선거 결과
|  | 16.09% |

|  | 22.89% |

|  | 3.37% |

|  | 0.66% |